# Command & Conquer 4: Tiberian Twilight
Command & Conquer 4: Tiberian Twilight là trò chơi chiến thuật thời gian thực mới nhất trong dòng game Command & Conquer của Electronic Arts, phát hành ngày 16 tháng 3 năm 2010. Game do EA Los Angeles phát triển độc quyền cho Windows và là chương cuối của Kane saga và là game đầu tiên trong dòng game thi hành một hình thức DRM yêu cầu truy cập Internet không đổi; loại này của DRM khá mới và hướng vào thị trường sử dụng trò chơi cũng như đảm bảo rằng các hộ gia đình phải mua một bản sao cho mỗi người. Command & Conquer 4 cũng sử dụng máy chủ riêng của EA để chơi trực tuyến, thay vì máy chủ GameSpy mà EA đã dùng cho các trò chơi Command & Conquer trước đó. Một giai đoạn closed beta của trò chơi được chính thức phát hành bởi EA cho người chiến thắng cuộc thi vào ngày 21 tháng 11 năm 2009.

## Cách chơi

Một trận chiến giữa GDI (vàng và xanh) và Nod (đỏ và đen)

Cách chơi trong Command & Conquer 4 không còn theo việc thu thập tài nguyên giống như các trò chơi trước đó. Trong chế độ chơi chính, người chơi phải nắm bắt các điểm chiến lược nằm rải rác trên bản đồ, và bảo vệ chúng trước đối phương, đạt đủ điểm theo thời gian để giành chiến thắng trong trận đấu. Command & Conquer 4 sử dụng lối chơi dựa trên lớp căn cứ cũng như một số yếu tố RPG .
Có hai phe phái có thể chơi: Global Defense Initiative (GDI) và Brotherhood of Nod. Câu chuyện bắt đầu với thế giới đang bị hấp thụ bởi sự phát triển tràn lan của Tiberium, và là mối đe dọa làm cho Trái Đất không thể ở được. Mỗi phe được chia thành ba lớp: tấn công (Offense), phòng thủ (Defense) và hỗ trợ (Support), mỗi lớp tập trung vào chuyên ngành của riêng mình. Mỗi lớp có các đơn vị quân độc đáo của riêng họ, với chỉ một đơn vị duy nhất được dùng bởi cả ba lớp là Engineer. Lớp tấn công tập trung vào việc dựa vào xe tăng, ít phụ thuộc vào bất kỳ loại ụ tăng cường hoặc căn cứ. Lớp phòng thủ thì tập trung vào chiến đấu dựa trên bộ binh cũng như sử dụng các công trình phòng thủ đơn giản, và cũng là lớp duy nhất để có thể truy cập vào siêu vũ khí Ion Cannon. Lớp hỗ trợ tập trung vào chiến đấu trên không và các loại xe chuyên dùng để đi qua các môi trường khác nhau, và cũng được trang bị với các khả năng hỗ trợ đặc biệt được sử dụng để hỗ trợ đồng đội . Command & Conquer 4 cũng chứa hai phe không thể chơi trong các trò chơi trước đó trong vũ trụ Tiberium: Scrin (C&C3) và Forgotten (Tiberian Sun), nhưng cuối cùng lại trở thành một phần nhỏ trong câu chuyện cũng như một lớp trung lập trên bản đồ . Command & Conquer 4 bao gồm tổng cộng khoảng 90 đơn vị, bao gồm nhiều đơn vị mới và các phiên bản cập nhật của các đơn vị Command & Conquer trước đó . GDI sử dụng walkers và bộ binh trang bị áo giáp cho quân đội của mình trong khi Nod chủ yếu dựa vào người máy và các loại xe sử dụng bánh xích.
Trong trò chơi, mỗi phe có một phần chơi chiến dịch riêng với các câu chuyện kể và diễn ra từ quan điểm của họ, với mỗi kết quả là kết luận cuối cùng của Tiberium Saga. Ngoài 2 chế độ chiến dịch ngắn gọn, Tiberian Twilight cũng có chế độ chiến dịch hợp tác. Độ khó khăn trong chế độ này khác nhau tùy thuộc vào trình độ của người chơi, và mục tiêu sẽ được chia sẻ . Chiến dịch cho cả hai phe phái diễn ra khá giống nhau.

## Cốt truyện
Mở đầu diễn ra vào năm 2062, 15 năm sau khi các sự kiện của Tiberium Wars (dẫn tới cuộc xâm lược và thất bại của Scrin), và 10 năm sau sự kiện cuối cùng của Kane's Wrath (khi mà Kane đã lấy lại Tacitus). Trong khoảng thời gian này, Tiberium đã phát triển và đang lây lan với tốc độ sẽ khiến hành tinh trở thành không thể ở được vào năm 2068. Nhân loại đang trên bờ vực tuyệt chủng .
Tại thời điểm khủng hoảng, lãnh đạo của Brotherhood of Nod, Kane, thẳng tiến tới trụ sở của Global Defense Initiative , với hy vọng sử dụng Tacitus và nguồn lực của GDI để xây dựng một Tiberium Control Network trên toàn thế giới, cho phép sự lây lan của Tiberium được kiểm soát, cũng như biến nó thành một nguồn năng lượng rẻ tiền. Mặc dù ý tưởng về sự liên minh đã dẫn đến sự thù địch của nhiều bên (đã gây ra cuộc xung đột Incursion War), hai phe đã vẫn thống nhất. Các chiến dịch chính bắt đầu 15 năm sau sự hình thành liên minh giữa hai phe, như Tiberium Control Network gần hoàn thành, và sự lây lan của Tiberium cuối cùng bị dừng lại, đưa ánh sáng của sự lạc quan cho dân số còn lại của thế giới. Tuy nhiên, những kẻ cực đoan từ cả hai phe phái đã gây ra tình trạng bất ổn, dẫn tới khởi nguồn của Fourth Tiberium War. Người chơi sẽ đóng vai trò của Tư lệnh Parker, một sĩ quan quân đội GDI người đã được cấy ghép một thiết bị cấy ghép quang học sau khi vết thương do cuộc chiến gây ra đã khiến anh bị mất đi thị lực. Người chơi được trình bày với khả năng để hỗ trợ Đại tá GDI cực đoan Louise James hoặc lực lượng Nod trung thành với Kane là Nod Loyalist trong cuộc chiến. Cả hai chiến dịch được coi là cốt truyện chính, mặc dù một số chi tiết của nhân vật là hơi khác nhau.
Các nhiệm vụ của trò chơi đều liên quan đến việc Kane cố gắng kích hoạt Threshold 19, là một tòa tháp được xây dựng bởi người ngoài hành tinh Scrin trong Third Tiberium War, có chức năng giống như một cổng thông tin giữa các vì sao. Kane được tiết lộ là có nguồn gốc ngoài hành tinh, người bằng cách nào đó bị kẹt trên Trái Đất hàng ngàn năm trước: khả năng tái sinh kỳ lạ khiến ông có thể dễ dàng sống sót những vết thương do đạn bắn. Ông rất muốn rời khỏi Trái Đất thông qua việc "lên ngôi" mà ông dự định thực hiện cách sử dụng tòa tháp, và khẳng định đã sử dụng Tacitus để giúp tạo ra cả Tiberium Control Network lẫn thiết bị cấy ghép quang học; chúng trên thực tế là chìa khóa để kích hoạt tòa tháp. Trong khi GDI và Nod chính thức là đồng minh, hai nhóm ly khai của cả hai phe cố gắng gây ra một cuộc chiến để ngăn chặn (hoặc trừng phạt) Kane. Lực lượng ly khai của Nod là Nod Separatists được dẫn dắt bởi Gideon, trong khi bên phía GDI được chỉ huy bởi Đại tá Louise James.
Sau trận chiến cuối cùng ở Threshold 19, Kane chuẩn bị rời khỏi Trái Đất bằng cách sử dụng tòa tháp Scrin. Ông thuyết phục Parker (người chơi) kích hoạt tòa tháp giùm mình, vì bốn người khác có các thiết bị cấy ghép tương tự đã bị săn lùng và giết chết bởi Gideon. Tuy nhiên, trước khi kích hoạt tòa tháp với thiết bị cấy ghép quang học, người chơi bị thương nặng bởi Đại tá James, nhưng đã thành công trong việc kích hoạt cổng thông tin giữa các vì sao. Kane cũng cảm ơn người chơi trước khi bước vào cánh cổng trong cả hai chiến dịch. Sau khi Kane đi qua cổng, Parker không chịu nổi những vết thương của mình và chết. Với Kane hoàn thành sự "lên thiên đàng" của mình và biến mất khỏi Trái Đất, sự tăng trưởng của Tiberium trên hành tinh ngay lập tức suy giảm sau sự kích hoạt hoàn chỉnh của Tiberium Control Network. Trong cảnh kết thúc, các kênh tin tức đều thông báo rằng tất cả các tín đồ của Nod đều biến mất ngay sau khi bước vào tháp, dẫn đến kết luận rằng lời hứa hẹn của Kane về sự "lên thiên đàng" cho Brotherhood of Nod, ít nhất là một phần, đã trở thành sự thật.

## Phát triển
Tiberian Twilight là phần tiếp theo của Tiberium Wars và đã được phát triển tại EA Los Angeles dành riêng cho Windows, Linux, Mac OS và PS3. Rất nhiều tin đồn được phát triển sau một loạt các cuộc điều tra được tạo bởi Electronic Arts để người hâm mộ hỏi về những gì họ muốn trong Tiberian Twilight.
Raj Joshi công bố trong một báo cáo đặc biệt của BattleCastPrimetime đã nói rằng trò chơi đã được phát triển trong vài tháng và ông là một trong những nhà sản xuất của trò chơi với Samuel Bass là nhà sản xuất phần chơi chiến dịch. Nhà quản lý cộng đồng Command & Conquer, Aaron "APOC" Kaufman sau đó nói rõ rằng trò chơi đã được phát triển trong hơn một năm .
Tiberian Twilight lần đầu tiên được công bố bởi đội PR của EA UK thông qua Twitter vào ngày 8 tháng 7 năm 2009 . Thông báo chính thức đến vào ngày hôm sau cùng với một Q&A trên GameSpot đã cung cấp chi tiết quan trọng về trò chơi. Electronic Arts đã tổ chức một cuộc thi mà trong đó họ muốn người hâm mộ gửi kiến nghị của họ về tên gọi cho trò chơi . Cái tên được chọn đã được tiết lộ tại CommandCom, một sự kiện tư nhân tổ chức tại GamesCom ngày 21 tháng 8 năm 2009.
Tiberian Twilight ban đầu dự định là một trò chơi trực tuyến cho thị trường lập trình châu Á. Trò chơi này sau đó bị buộc phải trở thành những kết thúc của phân nhánh Tiberian của Command & Conquer trong một nỗ lực để thúc đẩy bán hàng.

## Truyện tranh chuyển động
Một truyện tranh chuyển động quảng cáo 4 phần đã được phát hành trên YouTube và trang web chính thức của trò chơi. Truyện tranh này biên niên sử lại Incursion War, một tập hợp các cuộc xung đột ngắn đã được bắt đầu bởi những người không thích ý tưởng của việc GDI và Nod liên minh, đáng chú ý nhất Gideon, một lãnh đạo nổi bật của Nod. Nhân vật chính là Christian Pierce, một đặc công GDI có nhiệm vụ là ngăn chặn các lực lượng phản đối sự liên minh của cả hai phe.

## Đánh giá
Tiberian Twilight đã được phát hành để nhận được các đánh giá hỗn hợp và nhận được điểm số thấp hơn so với người tiền nhiệm của nó. Tom Chick của 1UP.com chỉ trích trò chơi đòi hỏi nhiều giờ chơi chế độ chơi đơn trước khi có thể mở khóa các đơn vị khác hoặc kho vũ khí-điều quan trọng để chiến thắng phần chơi mạng. Adam Biessener của GameInformer nhấn mạnh rằng trò chơi chỉ được thực hiện chủ yếu cho chế độ chơi mạng, nếu không thì không nên chơi nó-như là trích dẫn "Play This With A Friend, Or Not At All" –cũng như những nhận xét của GameSpot  và Alec Meer của Eurogamer . Mặt khác, chiến dịch chơi đơn và đoạn phim cắt cảnh đã nhận được những lời chỉ trích từ nhiều nhận xét . Việc phần mềm quản lý quyền kỹ thuật số đi kèm với trò chơi, trong đó yêu cầu người chơi luôn luôn phải giữ kết nối Internet và do đó sẽ dẫn đến một sự mất mát của quá trình nếu kết nối bị mất, cũng là một nguồn gốc của những lời chỉ trích .
- GameSpy đã cho trò chơi điểm số thấp nhất, 2,5 trên 5 [13]
- GamePro đã cho nó có điểm số 4 trên 5 nói rằng cơ sở khái niệm di động hoạt động tốt, trực tuyến đa người chơi luôn được ổn định, liên tục tiến triển có sẵn, nhưng chỉ trích sự cần thiết phải kết nối Internet liên tục và cơ chế "cân bằng", có thể dẫn đến một số trận đấu không cân bằng [11]
- IGN đã cho nó là 7.4/10, ghi nhãn rằng nó là tuyệt vời để xem xét việc các nhà phát triển và xuất bản chấp nhận rủi ro với các bản quyền thương mại có nguy cơ phát triển quá cũ, nhưng nói rằng EA Los Angeles nên viết lại toàn bộ công thức chơi thay vì cải tiến nó, làm cho trò chơi hầu như không giống như các trò chơi Command & Conquer trước đó [15].
- GamesRadar đã cho nó là 7/10 [14].
- Gamespot đã cho nó là 7/10: Nói rằng chế độ chơi dơn không có giá trị nó nhưng nhiều người chơi làm cho trò chơi là một trải nghiệm thú vị.
- X-play đã cho nó là 4/5:viết về "Điểm hay": "New gameplay dynamics level the playing field for newbs and veterans", "Extensive multiplayer (competitive & co-op) adds plenty of replay", "Stellar graphics and musical score". Về "Điểm dở": "Gameplay tweaks will annoy series purists", và "Respawning in an RTS just feels wrong" [16].